# ICD-10 Kapitel VI - Sygdomme i nervesystemet
ICD-10 Kapitel VI – Sygdomme i nervesystemet  er det sjette kapitel i ICD-10 kodelisten. Kapitlet indeholder sygdomme i nervesystemet .
| Kapitel VI – Sygdomme i nervesystemet (G00-G99)                                                             |
| G00-G09 - Betændelsessygdomme i centralnervesystemet                                                        |
| --- |
| G00 - Meningitis forårsaget af bakterier IKA                                                                |
| G01 - Meningitis ved bakterielle sygdomme klassificeret andetsteds                                          |
| G02 - Meningitis ved andre infektiøse og parasitære sygdomme klassificeret andetsteds                       |
| G03 - Hjernehindebetændelse af andre og ikke specificerede årsager                                          |
| G04 - Hjerne- og rygmarvsbetændelse                                                                         |
| G05 - Hjerne- og rygmarvsbetændelse ved sygdomme klassificeret andetsteds                                   |
| G06 - Intrakraniel og intraspinal absces og granulom                                                        |
| G07 - Intrakranielle og intraspinale abscesser og granulomer ved sygdomme klassificeret andetsteds          |
| G08 - Intrakraniel og intraspinal flebitis og tromboflebitis                                                |
| G09 - Følger efter betændelsessygdomme i centralnervesystemet                                               |
| G10-G14 - Generelle atrofier, som primært påvirker centralnervesystemet                                     |
| G10 - Huntingtons sygdom                                                                                    |
| G11 - Arvelig ataksi og paraplegi                                                                           |
| G12 - Spinale muskelatrofier og beslægtede syndromer                                                        |
| G13 - Generelle atrofier, som primært afficerer centralnervesystemet, ved sygdomme klassificeret andetsteds |
| G14 - Postpoliosyndrom                                                                                      |
| G20-G26 - Ekstrapyramidale sygdomme og bevægeforstyrrelser                                                  |
| G20 - Parkinsons sygdom                                                                                     |
| G21 - Sekundær parkinsonisme                                                                                |
| G22 - Parkinsonisme ved sygdomme klassificeret andetsteds                                                   |
| G23 - Andre degenerative sygdomme i basalganglier                                                           |
| G24 - Dystoni                                                                                               |
| G25 - Andre ekstrapyramidale sygdomme og bevægeforstyrrelser                                                |
| G26 - Ekstrapyramidale sygdomme og bevægeforstyrrelser ved sygdomme klassificeret andetsteds                |
| G30-G32 - Andre degenerative sygdomme i centralnervesystemet                                                |
| G30 - Alzheimers sygdom                                                                                     |
| G31 - Andre degenerative sygdomme i nervesystemet IKA                                                       |
| G32 - Andre degenerative tilstande i nervesystemet ved sygdomme klassificeret andetsteds                    |
| G35-G37 - Demyeliniserende sygdomme i centralnervesystemet                                                  |
| G35 - Dissemineret sklerose                                                                                 |
| G36 - Anden akut dissemineret demyelinisering                                                               |
| G37 - Andre demyeliniserende sygdomme i centralnervesystemet                                                |
| G40-G47 - Episodiske og anfaldsvise lidelser                                                                |
| G40 - Epilepsi                                                                                              |
| G41 - Status epilepticus                                                                                    |
| G43 - Migræne                                                                                               |
| G44 - Andre hovedpinesyndromer                                                                              |
| G45 - Transitorisk cerebral iskæmi og beslægtede syndromer                                                  |
| G45.3 - Amaurosis fugax                                                                                     |
| G45.4 - Global forbigående amnesi                                                                           |
| G45.9 - Transitorisk anfald af cerebral iskæmi                                                              |
| G46 - Symptomkomplekser ved cerebrovaskulære sygdomme                                                       |
| G47 - Søvnforstyrrelser                                                                                     |
| G50-G59 - Sygdomme i nerver, nerverødder og nerveplekser                                                    |
| G50 - Sygdomme i ansigtets følenerve                                                                        |
| G51 - Sygdomme i ansigtets bevægenerve                                                                      |
| G52 - Sygdomme i andre kranienerver                                                                         |
| G53 - Forandringer i kranienerver ved sygdomme klassificeret andetsteds                                     |
| G54 - Sygdomme i nerverødder og nerveplekser                                                                |
| G55 - Kompression af nerverødder og nerveplekser ved sygdomme klassificeret andetsteds                      |
| G56 - Mononeuropati i arm                                                                                   |
| G57 - Mononeuropati i ben                                                                                   |
| G58 - Andre mononeuropatier                                                                                 |
| G59 - Mononeuropati ved sygdomme klassificeret andetsteds                                                   |
| G60-G64 - Polyneuropatier og andre sygdomme i perifere nervesystem                                          |
| G60 - Arvelige og idiopatiske neuropatier                                                                   |
| G61 - Inflammatoriske polyneuropatier                                                                       |
| G62 - Andre polyneuropatier                                                                                 |
| G63 - Polyneuropatier ved sygdomme klassificeret andetsteds                                                 |
| G64 - Andre sygdomme i det perifere nervesystem                                                             |
| G70-G73 - Neuromuskulære og muskulære sygdomme                                                              |
| G70 - Myasthenia gravis og andre neuromuskulære sygdomme                                                    |
| G71 - Primære muskelsygdomme                                                                                |
| G72 - Andre muskelsygdomme                                                                                  |
| G73 - Neuromuskulære og muskulære sygdomme ved sygdomme klassificeret andetsteds                            |
| G80-G83 - Cerebral parese og andre syndromer med lammelse                                                   |
| G80 - Cerebral parese                                                                                       |
| G81 - Hemiplegi                                                                                             |
| G82 - Paraplegi og tetraplegi                                                                               |
| G83 - Andre syndromer med lammelse                                                                          |
| G90-G99 - Andre sygdomme i nervesystemet                                                                    |
| G90 - Sygdomme i autonome nervesystem                                                                       |
| G91 - Hydrocephalus                                                                                         |
| G92 - Toksiske sygdomme i hjernen                                                                           |
| G93 - Andre hjernesygdomme                                                                                  |
| G94 - Andre hjernesygdomme ved sygdomme klassificeret andetsteds                                            |
| G95 - Andre sygdomme i rygmarven                                                                            |
| G96 - Andre sygdomme i centralnervesystemet IKA                                                             |
| G97 - Sygdomme i nervesystemet som følge af indgreb IKA                                                     |
| G98 - Andre sygdomme i nervesystemet IKA                                                                    |
| G99 - Andre sygdomme i nervesystemet ved sygdomme klassificeret andetsteds                                  |

| Lægevidenskab | Spire Denne artikel om lægevidenskab er en spire som bør udbygges. Du er velkommen til at hjælpe Wikipedia ved at udvide den. |